# Olivia Borlée
Pour les articles homonymes, voir Borlée.
Olivia Borlée (née le 10 avril 1986 à Woluwe-Saint-Lambert) est une athlète belge, spécialiste du sprint. Elle a remporté la médaille d'or du relais 4 x 100 m aux Jeux olympiques d'été de 2008 à Pékin et est codétentrice du record de Belgique dans cette discipline.

## Biographie
Olivia Borlée, née le 10 avril 1986 à Woluwe-Saint-Lambert, est la fille de Jacques Borlée, athlète et entraîneur d'athlétisme, et d'Edith Demaertelaere, athlète et artiste peintre. Elle est la sœur aînée de Kevin, Jonathan, Dylan et Rayane Borlée (en) qui pratiquent également l'athlétisme de haut niveau. Elle a étudié l'architecture d'intérieur à La Cambre.

### Vice-championne du monde (2007) et olympique (2008)
Première de la fratrie Borlée à commencer l'athlétisme, elle choisit son père pour l'entraîner. Comme son père et plus tard ses frères Jonathan, Kévin et Dylan, elle s'affilie au Royal White Star Bruxelles.  Elle remporte la médaille de bronze avec l'équipe nationale belge du relais 4 × 100 m aux Championnats du monde 2007 à Osaka en battant à deux reprises le record national (42 s 75). En 2008, elle remporte avec la même équipe la médaille d'argent de ce même relais aux Jeux olympiques d'été de 2008 à Pékin en battant à nouveau le record (42 s 54). L'équipe belge était composée d'Olivia, ainsi que de Kim Gevaert, Élodie Ouédraogo et Hanna Mariën.
À la suite du scandale de dopage concernant la Russie, 454 échantillons des Jeux olympiques de Pékin en 2008 ont été réanalysés en 2016 et 31 se sont avérés positifs dont Aleksandra Fedoriva et Yuliya Chermoshanskaya, médaillées d'or du relais 4 × 100 m. À la suite de ces nouvelles analyses effectuées sur les échantillons de l'athlète russe Yuliya Chermonshanskaya et qui révèlent la présence de produits interdits, le Comité international olympique décide en août 2016 de déposséder l'ensemble du relais russe féminin de leur médaille d'or acquise sur le 4 × 100 m. La Belgique qui avait obtenu la médaille d'argent en 2008, récupère ainsi la médaille d'or huit ans après et devient donc championne olympique de la discipline.

### Porte-drapeau belge aux Jeux de Rio (2016)
Le 3 août 2016, Olivia Borlée, qui concourra dans l'épreuve du 200 m, est désignée porte-drapeau de la délégation belge pour les Jeux olympiques de Rio qui commencent le 5 août suivant.

### Fin de carrière
Le 23 août 2019, à l'âge de 33 ans, elle annonce mettre un terme à sa carrière sportive pour se consacrer à l'entreprise de sportswear qu'elle a créée à Forest (Bruxelles) en 2016 avec Élodie Ouédraogo, « Mon corps ne suit plus », dit-elle.

## Palmarès
| Date | Compétition                                  | Lieu      | Résultat | Épreuve   | Temps         |
| ---- | -------------------------------------------- | --------- | -------- | --------- | ------------- |
| 2003 | Festival olympique de la jeunesse européenne | Paris     | 2e       | 100 m     | 12 s 01       |
| 2003 | Festival olympique de la jeunesse européenne | Paris     | 2e       | 200 m     | 24 s 10       |
| 2006 | Championnats d'Europe                        | Göteborg  | sf       | 200 m     | 23 s 90       |
| 2006 | Championnats d'Europe                        | Göteborg  | finale   | 4 × 100 m | DNF           |
| 2007 | Championnats du monde                        | Osaka     | 3e       | 4 × 100 m | 42 s 75       |
| 2008 | Jeux olympiques                              | Pékin     | 1re      | 4 × 100 m | 42 s 54       |
| 2008 | Mémorial Van Damme                           | Bruxelles | 6e       | 200 m     | 23 s 30       |
| 2009 | Championnats du monde                        | Berlin    | sf       | 200 m     | 23 s 42       |
| 2010 | Championnats d'Europe                        | Barcelone | finale   | 4 × 100 m | DNF           |
| 2014 | Championnats d'Europe par équipes            | Tallinn   | 2e       | 4 × 100 m | 44 s 74       |
| 2014 | Championnats d'Europe                        | Zurich    | 8e       | 4 × 400 m | 3 min 31 s 82 |

### Championnats de Belgique
| Outdoor | 2005 | 2006 | 2007 | 2008 | 2009 | 2010 | 2011 | 2012 | 2013 | 2014 | 2015 | 2016 |
| ------- | ---- | ---- | ---- | ---- | ---- | ---- | ---- | ---- | ---- | ---- | ---- | ---- |
| 100 m   | 9e   | 3e   | 2e   | 1re  | 1re  | 1re  | 2e   | 2e   | 3e   | 1re  | 2e   | 1re  |
| 200 m   | 5e   | 3e   | 2e   | 8e   | 1re  | 1re  | 2e   | 2e   | 2e   | 1re  | 1re  | 1re  |

| Indoor | 2006 | 2007 | 2008 | 2009 | 2010 | 2011 | 2012 | 2013 | 2014 | 2015 | 2016 | 2017 |
| ------ | ---- | ---- | ---- | ---- | ---- | ---- | ---- | ---- | ---- | ---- | ---- | ---- |
| 60 m   | 3e   | -    | -    | 2e   | 3e   | 2e   | -    | -    | -    | -    | -    | -    |
| 200 m  | 1re  | -    | -    | -    | -    | -    | -    | -    | -    | -    | -    | -    |
| 400 m  | -    | -    | -    | -    | -    | -    | -    | -    | -    | -    | -    | 2e   |

## Records personnels
| Épreuve Outdoor | Performance | Lieu              | Date             |
| --------------- | ----------- | ----------------- | ---------------- |
| 100 m           | 11 s 39     | La Chaux-de-Fonds | 12 août 2007     |
| 200 m           | 22 s 98     | Bruxelles         | 9 juillet 2006   |
| 300 m           | 38 s 08     | Woluwe[Lequel ?]  | 11 juin 2006     |
| 400 m           | 53 s 38     | Bruxelles         | 5 septembre 2014 |
| 4 × 100 m       | 42 s 54     | Pékin             | 22 août 2008     |

| Épreuve Indoor | Performance | Lieu       | Date            |
| -------------- | ----------- | ---------- | --------------- |
| 60 m           | 7 s 43      | Gand       | 20 février 2011 |
| 200 m          | 23 s 82     | Gand       | 19 février 2006 |
| 400 m          | 55 s 10     | Luxembourg | 4 février 2012  |

## Récompenses
- Trophée national du Mérite sportif en 2007
- Mérites sportifs de la Communauté française : Meilleur espoir féminin en 2003, Prix coup de cœur en 2008 et 2009 et Meilleure équipe féminine en 2008
- Équipe belge de l'année : 2008

## Créatrice de mode
En mars 2016, Olivia Borlée et Élodie Ouédraogo présentent leur marque de mode sportive baptisée « 42|54 » (UNRUN) en référence à leur performance au relais 4 × 100 m aux Jeux olympiques de Pékin (2008),.